# Jiburiru: The Devil Angel
Jiburiru: The Devil Angel (яп. 魔界天使ジブリール Макаи тэнси дзибури:ру) — серия японских эротических компьютерных игр, разработанная компанией Front Wing и выходящая с 2004 года, а также одноимённое аниме в формате OVA. В 2008 году игра завоевала премию «Bishojyo Game Award». Номерная часть серии игр состоит из четырех частей, выход последней четвёртой части состоялся 23 апреля 2010 года. Начиная с пятой части разработчики отказались от нумерации и стали использовать оригинальные названия. В 2011 году вышла пятая часть, под названием Djibril The Angels Of The Warring States (яп. 戦国天使ジブリール Sengoku Tenshi Djibril), а в 2020 году шестая — Djibril The Angels Of Cyberspace (яп. 電脳天使ジブリール Dennou Tenshi Djibril).
Первый сезон OVA, состоящий из 4 эпизодов, снятый на студии Animac, вышел в Японии в мае 2004 года; второй сезон (4 эпизода) Jiburiru: Second Coming вышел в 2007 году. К тому времени лицензия Animac истекла, поэтому работа над аниме перешла к Milky Studio. DVD-бокс Jiburiru появился в продаже в октябре 2008 года. Третий сезон (2 эпизода) вышел В 2009-2010 годах. Аниме лицензировано JapanAnime.

## В ролях
- Нана Ногами — Лавриэль
- Юкари Аояма — Рика Манабэ
- Эрена Каибара — Асмодеус
- Идзуми Маки — Мэими Отонаси / Мэй
- Минами Хокуто — Хикари Дзинно (Jiburiru: Second Coming)
- Нагарэ Аокава — Наги Дзинно (Makai Tenshi Jibril 3)[7]